# Gary Stebbing
Gary Stebbing (Croydon, 11 agosto 1965) è un ex calciatore inglese, di ruolo centrocampista.

## Carriera

### Club
Dopo aver giocato nelle giovanili del Crystal Palace tra il 1983 ed il 1988 mette a segno complessivamente 3 reti in 102 presenze nella seconda divisione inglese con la maglia della prima squadra dei Glaziers, trascorrendo inoltre anche un breve periodo in prestito al Southend Utd nella stagione 1985-1986 (5 presenze in quarta divisione). Nel 1988 scende in Conference League (quinta divisione e più alto livello calcistico inglese al di fuori della Football League) al Maidstone Utd, con cui vince il campionato per poi trascorrere il triennio successivo in quarta divisione. Rimasto senza squadra per via del fallimento del club giallonero, nell'estate del 1992 si accasa in quinta divisione al Kettering Town; prima di ritirarsi, gioca in questa categoria anche con la maglia del Dag & Red.

### Nazionale
Ha giocato nelle nazionali giovanili inglesi Under-17 ed Under-19.
Nel 1985 ha partecipato ai Mondiali Under-20, giocandovi 3 partite.

## Palmarès

### Club

#### Competizioni nazionali
- Conference League: 1

Maidstone United: 1988-1989

#### Competizioni regionali
- Northamptonshire Senior Cup: 1

Kettering Town: 1992-1993